# Barriada 4 de Abril
Barriada 4 de Abril ist ein Corregimiento des Bezirks Changuinola in der Provinz Bocas del Toro in Panama. Bei der Volkszählung im Jahr 2023 hatte es 10.557 Einwohner. Das Corregimiento erstreckt sich über eine Fläche von 13,0 km².
Das Corregimiento wurde durch Gesetz Nr. 39 vom 8. Juni 2015 geschaffen.

## Orte
Im Corregimiento Barriada 4 de Abril befinden sich folgende Orte:
- Changuinola
- Finca 71
- Finca La Ponderosa
- Puente de San San